# Robert Gauthiot

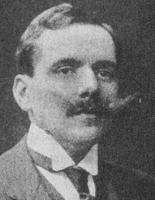
Photo de Robert Gauthiot

Robert Edmond Gauthiot, né le 13 juin 1876 à Paris IVe et mort le  11 septembre 1916 à Paris Ve, est un linguiste, explorateur et écrivain français.

## Biographie
Né de mère allemande et de père français, Robert Gauthiot est élève d'Antoine Meillet à l'École pratique des hautes études à partir de 1896 ; il obtient une agrégation d'allemand en 1898, et mène ensuite une carrière de professeur de lycée tout en poursuivant ses recherches en linguistique et en effectuant des missions d'exploration linguistique dans plusieurs pays.
Il entre à la Société de Linguistique de Paris en 1897 et à la Société asiatique en 1909. Il travaille à partir de 1912 avec Paul Pelliot à la traduction du manuscrit sogdien trouvé par ce dernier dans la grotte n°17 de Dunhuang, le Vessantara Jataka. En 1913, il obtient son doctorat ès lettres avec une thèse sur La fin de mot en indo-européen. La même année, il part en mission d'exploration dans les montagnes du Pamir, au Tadjikistan actuel, avec le linguiste russe Ivan Zaroubine.
Il revient en France au moment de la mobilisation générale en 1914 et meurt des suites d'une blessure de guerre pendant la Première Guerre mondiale.
Les recherches en linguistique de Robert Gauthiot portent sur le domaine des langues indo-européennes, plus précisément l'étude des langues iraniennes et le sogdien.

## Travaux et publications
- À propos de la loi de Verner et des effets du ton indo-européen, Société de linguistique, 1899
- Le parler de Buividze : essai de description d'un dialecte lituanien oriental, É. Bouillon, 1903
- Rapport sur une mission scientifique en Lithuanie russe, Imprimerie nationale, 1903
- À propos du nom de Zoroastre, H. Champion, 1910
- À propos des dix premiers noms de nombre en sogdien bouddique, 1911
- De l'alphabet sogdien, Imprimerie nationale, 1911
- Quelques termes techniques bouddhiques et manichéens, Imprimerie nationale, 1911
- Le Sûtra du religieux Ongles-longs: texte sogdien, H. Champion, 1912
- Fragment final de la Nilakanthadharani en brahmi et en transcription sogdienne, avec Louis de La Vallée-Poussin, Londres, 1912
- À propos de la datation en sogdien, Royal Asiatic Society, Londres, 1912
- L'alphabet sogdien d'après un témoignage du XIIIe siècle, Imprimerie Nationale, 1913
- Mission au Turkestan russe, communication à l'Académie des Inscriptions et Belles-Lettres, séance du 5 décembre 1913
- Mission Pelliot en Asie centrale, 1914-1946
- Trois mémoires sur l'unité linguistique des parlers iraniens, H. Champion, 1916
- Notes sur le Yazgoulami, dialecte iranien des confins du Pamir, Imprimerie Nationale, 1916